# Feyenoord Rotterdam (femminile)
Il Feyenoord Rotterdam Vrouwen, citato anche come Feyenoord Vrouwen o più zemplicemente Feyenoord, è una squadra di calcio femminile olandese, sezione dell'omonimo club con sede nella città di Rotterdam, nell'omonimo quartiere.
Istituita nel 2021, fin dalla stagione inaugurale è iscritta all'Eredivisie, il livello di vertice del campionato olandese femminile di calcio.

## Storia
Nel 2017, Eric Gudde, allora direttore generale del Feyenoord, ha annunciato la sua intenzione di schierare una squadra di calcio femminile nella Eredivisie femminile. da allora la società ha istituito una sezione di formazione espressamente dedicata al calcio femminile, che gli ha permesso di fare scouting dei primi talenti della regione. L'ex nazionale Manon Melis ha avuto un ruolo importante nella costruzione del calcio femminile e della sezione femminile del club fin dall'inizio. la società ha iniziato schierando squadre di ragazze nella fascia d'età dai 13 ai 16 anni. Nel 2019, il Feyenoord si è unito al torneo Under-23 femminile con una squadra, che è stato il passo successivo verso la costruzione della prima squadra femminile a tutti gli effetti da schierare nella Eredivisie. In un comunicato rilasciato il 31 marzo 2021 è stato annunciato che il Feyenoord avrebbe partecipato alla Eredivisie femminile per la prima volta a partire dalla stagione 2021-2022, e il successivo 3 maggio che l'incarico di tecnico della nuova squadra veniva affidato a Danny Mulder, essendo già stato allenatore della squadra U23 dalla metà del 2019. Anche le prime giocatrici inserite in rosa con la prima squadra provenivano dalla formazione U23.
La squadra di calcio femminile del Feyenoord ha iniziato la preparazione per la sua prima stagione in Eredivisie femminile il 12 luglio 2021 con una sessione di allenamento al Varkenoord. La squadra di Mulder ha giocato la sua prima partita, in amichevole, contro la squadra belga dello Standard Liegi il 24 luglio 2021, incontro che si è concluso con la vittoria per 1-0 con rete di July Schneijderberg realizzata poco prima dello scadere dei 90 minuti regolamentari. Il 29 agosto 2021 Feyenoord ha giocato la sua prima partita ufficiale in Eredivisie, alla 1ª giornata di campionato, pareggiando in trasferta per 1-1 con l'ADO Den Haag, partita dove Sophie Cobussen ha aperto le marcature con un colpo di testa al 16' su assist di Celainy Obispo, il primo gol ufficiale del Feyenoord femminile.

## Strutture

### Stadio
Il Feyenoord gioca le partite casalinghe nello Sportcomplex Varkenoord sede anche del Feyenoord Academy, la sua divisione giovanile, impianto può ospitare 3 000 spettatori.

## Organico

### Rosa 2023-2024
Rosa, ruoli e numeri di maglia come da sito ufficiale, aggiornata al 12 agosto 2023.
| N. |                        | Ruolo | Calciatrice                |
| -- | ---------------------- | ----- | -------------------------- |
| 1  | Paesi Bassi (bandiera) | P     | Jacintha Weimar            |
| 2  | Paesi Bassi (bandiera) | D     | Justine Brandau            |
| 3  | Paesi Bassi (bandiera) | D     | Danique Ypema              |
| 4  | Paesi Bassi (bandiera) | D     | Amber Verspaget            |
| 5  | Paesi Bassi (bandiera) | D     | Celainy Obispo             |
| 6  | Paesi Bassi (bandiera) | C     | Cheyenne van den Goorbergh |
| 7  | Paesi Bassi (bandiera) | A     | Maxime Bennink             |
| 8  | Paesi Bassi (bandiera) | C     | Sisca Folkertsma           |
| 9  | Paesi Bassi (bandiera) | A     | Sanne Koopman              |
| 10 | Paesi Bassi (bandiera) | C     | Kirsten van de Westeringh  |
| 11 | Paesi Bassi (bandiera) | A     | July Schneijderberg        |

| N. |                        | Ruolo | Calciatrice           |
| -- | ---------------------- | ----- | --------------------- |
| 14 | Paesi Bassi (bandiera) | D     | Esmee de Graaf        |
| 16 | Paesi Bassi (bandiera) | P     | Ricci Geenen          |
| 17 | Paesi Bassi (bandiera) | A     | Zoï van de Ven        |
| 18 | Paesi Bassi (bandiera) | D     | Isa Kagenaar          |
| 20 | Polonia (bandiera)     | P     | Oliwia Szymczak       |
| 21 | Paesi Bassi (bandiera) | C     | Tess van Bentem       |
| 22 | Paesi Bassi (bandiera) | A     | Ziva Henry            |
| 23 | Paesi Bassi (bandiera) | D     | Jada Conijnenberg     |
| 24 | Paesi Bassi (bandiera) | D     | Bridget Jno Baptiste  |
| 25 | Paesi Bassi (bandiera) | A     | Romeé van de Lavoir   |
| 28 | Paesi Bassi (bandiera) | A     | Noëlle van der Sluijs |

### Rosa 2021-2022
Rosa, ruoli e numeri di maglia come da sito ufficiale, aggiornata al 28 novembre 2021.
| N. |                        | Ruolo | Calciatrice                |
| -- | ---------------------- | ----- | -------------------------- |
| 1  | Paesi Bassi (bandiera) | P     | Jacintha Weimar            |
| 2  | Paesi Bassi (bandiera) | D     | Justine Brandau            |
| 3  | Paesi Bassi (bandiera) | D     | Samantha van Diemen        |
| 4  | Paesi Bassi (bandiera) | D     | Robine de Ridder           |
| 5  | Paesi Bassi (bandiera) | D     | Celainy Obispo             |
| 6  | Paesi Bassi (bandiera) | C     | Manique de Vette           |
| 7  | Paesi Bassi (bandiera) | A     | Maxime Bennink             |
| 8  | Paesi Bassi (bandiera) | C     | Lynn Groenewegen           |
| 9  | Paesi Bassi (bandiera) | A     | Pia Rijsdijk               |
| 10 | Paesi Bassi (bandiera) | C     | Cheyenne van den Goorbergh |
| 11 | Paesi Bassi (bandiera) | A     | July Schneijderberg        |

| N. |                        | Ruolo | Calciatrice         |
| -- | ---------------------- | ----- | ------------------- |
| 14 | Paesi Bassi (bandiera) | C     | Kim Hendriks        |
| 16 | Paesi Bassi (bandiera) | P     | Jill Duijzer        |
| 18 | Paesi Bassi (bandiera) | D     | Isa Kagenaar        |
| 19 | Paesi Bassi (bandiera) | A     | Sophie Cobussen     |
| 20 | Paesi Bassi (bandiera) | D     | Anne van Son        |
| 21 | Paesi Bassi (bandiera) | P     | Jasmijn de Groot    |
| 22 | Paesi Bassi (bandiera) | C     | Annouk Boshuizen    |
| 23 | Paesi Bassi (bandiera) | C     | Jada Conijnenberg   |
| 24 | Paesi Bassi (bandiera) | D     | Yara Helderman      |
| 25 | Paesi Bassi (bandiera) | A     | Romeé van de Lavoir |

#### Staff tecnico
- Allenatore:  Danny Mulder
- Assistente:  Ashley van den Dungen
- Assistente:  Patty Damsma
- Allenatore portieri:  John Bos